# جون‌غوبی (اوفس)
شهرستان جون‌غوبی (به زبان مغولی: Зүүнговь сум، [Züüngovʹ sum]؛ ᠵᠡᠭᠦᠨ ᠭᠣᠪᠢ ᠰᠤᠮᠤ، [jegün ɣobi sumu]) یک شهرستان (سُوم) در مغولستان است که در استان اوفس واقع شده‌است.

## تقسیمات اداری
شهرستان جون‌غوبی متشکل از ۵ قصبه (باغ) می‌باشد، شامل:
- اوگومور (مغولی: Өгөөмөр баг، [Ögöömör bag]؛ ᠥᠭᠭᠢᠶᠡᠮᠦᠷ ᠪᠠᠭ، [öggiyemür baɣ])
- بایان‌نور (مغولی: Баяннуур баг، [Bajannuur bag]؛ ᠪᠠᠶᠠᠨ ᠨᠠᠭᠤᠷ ᠪᠠᠭ، [bayan naɣur baɣ])
- توخوی (مغولی: Тохой баг، [Toxoj bag]؛ ᠲᠣᠬᠤᠢ ᠪᠠᠭ، [toquy baɣ])
- جِلین‌غول (مغولی: Зэлийн гол баг، [Zelijn gol bag]؛ ᠵᠡᠯ᠎ᠡ ᠶᠢᠨ ᠭᠣᠤᠯ ᠪᠠᠭ، [jel-e-yin ɣoul baɣ])
- سوبارغا (مغولی: Суварга баг، [Suvarga bag]؛ ᠰᠤᠪᠤᠷᠭ᠎ᠠ ᠪᠠᠭ، [suburɣ-a baɣ])